# CF Rîșcani
CF Rîșcani (rum. Club Fotbal Rîșcani) – mołdawski klub piłkarski, mający siedzibę w mieście Rîșcani w północno-zachodniej części kraju.

## Historia
Chronologia nazw:
- 1984: Colos Rîșcani (ros. «Колос» Рышканы)
- 1996: Lactis Rîșcani
- 1997: klub rozwiązano
- 2008: CF Rîșcani
- 2011: ÑF Rîșcani
- 2012: CF Rîșcani

Klub piłkarski Colos Rîșcani został założony w miejscowości Rîșcani w roku 1984. W 1984 zespół zdobył drugie miejsce w pierwszej lidze mistrzostw Mołdawskiej SRR.
Po uzyskaniu niepodległości przez Mołdawię i organizowaniu własnych mistrzostw klub o nazwie Lactis Rîșcani startował w sezonie 1996/97 w rozgrywkach o Puchar Mołdawii, a potem został rozwiązany.
W 2008 klub został odrodzony jako CF Rîșcani i startował w Divizia B "Nord", gdzie zajął ostatnie 12.miejsce w swojej grupie. W następnym sezonie był ósmym w Serii Nord. W 2011 zmienił nazwę na ÑF Rîșcani, ale w 2012 wrócił do nazwy CF Rîșcani, po czym w sezonie 2012/13 zwyciężył w Divizia B "Nord" i zdobył awans do Divizia A. Po zajęciu przedostatniej 12.pozycji zespół spadł do Divizia B "Nord". W sezonie 2014/15 zajął ostatnie 12.miejsce w Serii Nord. W 2015/16 był przedostatnim w Serii Nord (9.miejsce). Dopiero w sezonie 2016/17 uplasował się na 10.lokacie. W sezonie 2017 zespół został sklasyfikowany na 8.pozycji.

## Sukcesy

### Trofea międzynarodowe
Nie uczestniczył w rozgrywkach europejskich (stan na 31-12-2017).

### Trofea krajowe
| \| \| Zdobyte trofea w rozgrywkach Mołdawii (stan na: 31-05-2017) \| |                                                             |      |          |
| Rozgrywki                                                            | Osiągnięcie                                                 | Razy | Sezon(y) |
| Mistrzostwo                                                          | I miejsce                                                   | 0    |          |
| Mistrzostwo                                                          | II miejsce                                                  | 0    |          |
| Mistrzostwo                                                          | III miejsce                                                 | 0    |          |
| Puchar                                                               | zdobywca                                                    | 0    |          |
| Puchar                                                               | finalista                                                   | 0    |          |
| Puchar                                                               | 1/16 finału                                                 | 1    | 1996/97  |
| II liga                                                              | I miejsce                                                   | 0    |          |
| II liga                                                              | II miejsce                                                  | 0    |          |
| II liga                                                              | III miejsce                                                 | 0    |          |
| II liga                                                              | 12.miejsce                                                  | 1    | 2013/14  |
| Mołdawia                                                             | Zdobyte trofea w rozgrywkach Mołdawii (stan na: 31-05-2017) |      |          |

- Divizia B "Nord":
  - mistrz (1x): 2012/13
- Mistrzostwa Mołdawskiej SRR:
  - wicemistrz (1x): 1984

## Stadion
Klub rozgrywa swoje mecze domowe na stadionie Centralnym w Rîșcani, który może pomieścić 4000 widzów.